# Leichtathletik-Länderkampf der Männer 1955 Schweden – BR Deutschland
| 13. Leichtathletik-Länderkampf mit bundesdeutscher Beteiligung 1955 | 13. Leichtathletik-Länderkampf mit bundesdeutscher Beteiligung 1955 |               |
| ------------------------------------------------------------------- | ------------------------------------------------------------------- | ------------- |
|                                                                     |                                                                     |               |
| Ländervergleich der Männer: Schweden – BR Deutschland               |                                                                     |               |
| Austragungsort                                                      | Stockholm                                                           |               |
| Wettbewerbe                                                         | 20                                                                  |               |
| Datum                                                               | 27./28. August                                                      |               |
| 1. FRG 2. SWE                                                       | 119 P 093 P                                                         |               |
| Chronik                                                             |                                                                     |               |
| ← FIN-FRG (M)                                                       | FRG-FRA (M) →                                                       | FRG-FRA (M) → |

Mit dem dreizehnten Vergleich des Länderkampfjahres 1955 beendeten die bundesdeutschen Leichtathleten ihre Länderkampfreise nach Nordeuropa. Am 27./28. August kam es in einer Veranstaltung mit dem kompletten leichtathletischen Programm zur insgesamt siebten Begegnung mit Schweden. Schweden war eines der wenigen Länder, gegen die Deutschland eine negative Bilanz aufzuweisen hatte. Bisher standen zwei Siegen vier Niederlagen gegenüber.

## Wettbewerbe und Modus
Wie in den beiden Länderkämpfen mit Dänemark und Finnland zuvor wurden an den beiden Veranstaltungstagen zwanzig Disziplinen ausgetragen. Aus dem olympischen Wettbewerbskatalog fehlten nur der Marathonlauf, die beiden Gehdisziplinen und der Zehnkampf. Gewertet wurde in den Einzeldisziplinen nach dem Standardsystem, in den Staffeln mit fünf zu zwei Punkten.

## Ergebnis
Die bundesdeutschen Leichtathleten sicherten sich dreizehn Wettbewerbe und erzielten sechs Doppelerfolge. Schweden gewann sieben Disziplinwertungen bei zwei Doppelerfolgen. Damit gab es zum ersten Mal in der Begegnung der beiden Länder einen deutlichen Sieger. Die Bundesrepublik Deutschland gewann am Ende mit 119 zu 93 Punkten. In der Bilanz lag Schweden jetzt nur noch mit vier zu drei vorn.

## Resultate

### 100 m
| Platz | Athlet             | Land | Zeit (s) |
| ----- | ------------------ | ---- | -------- |
| 1     | Manfred Germar     | FRG  | 10,6     |
| 2     | Heinz Fütterer     | FRG  | 10,7     |
| 3     | Inge Lorentzon     | SWE  | 10,8     |
| 4     | Sven-Olof Westlund | SWE  | 11,0     |

Datum: 28. August

### 200 m
| Platz | Athlet         | Land | Zeit (s) |
| ----- | -------------- | ---- | -------- |
| 1     | Carl Kaufmann  | FRG  | 21,3     |
| 2     | Heinz Fütterer | FRG  | 21,4     |
| 3     | Jean Carlsson  | SWE  | 21,9     |
| 4     | Björn Malmroos | SWE  | 22,1     |

Datum: 28. August

### 400 m
| Platz | Athlet               | Land | Zeit (s) |
| ----- | -------------------- | ---- | -------- |
| 1     | Karl-Friedrich Haas  | FRG  | 47,3     |
| 2     | Alf Petersson        | SWE  | 48,4     |
| 3     | Lars-Erik Wolfbrandt | SWE  | 48,5     |
| 4     | Karl Blümmel         | FRG  | 48,6     |

Datum: 27. August

### 800 m
| Platz | Athlet               | Land | Zeit (min) |
| ----- | -------------------- | ---- | ---------- |
| 1     | Friedel Stracke      | FRG  | 1:52,6     |
| 2     | Horst Liell          | FRG  | 1:52,8     |
| 3     | Rolf Gottfridsson    | SWE  | 1:53,7     |
| 4     | Stig-Björn Andersson | SWE  | 1:54,6     |

Datum: 27. August

### 1500 m
| Platz | Athlet          | Land | Zeit (min) |
| ----- | --------------- | ---- | ---------- |
| 1     | Olaf Lawrenz    | FRG  | 3:51,2     |
| 2     | Werner Lueg     | FRG  | 3:51,4     |
| 3     | Ingvar Ericsson | SWE  | 3:51,4     |
| 4     | Sune Karlsson   | SWE  | 3:55,2     |

Datum: 28. August

### 5000 m
| Platz | Athlet           | Land | Zeit (min) |
| ----- | ---------------- | ---- | ---------- |
| 1     | Bertil Källevagh | SWE  | 14:15,0    |
| 2     | Herbert Schade   | FRG  | 14:17,0    |
| 3     | Walter Konrad    | FRG  | 14:30,6    |
| 4     | Åke Andersson    | SWE  | 15:05,0    |

Datum: 27. August

### 10.000 m
| Platz | Athlet         | Land | Zeit (min) |
| ----- | -------------- | ---- | ---------- |
| 1     | Herbert Schade | FRG  | 29:41,8    |
| 2     | Walter Konrad  | FRG  | 29:53,0    |
| 3     | Rune Åhlund    | SWE  | 30:24,4    |
| 4     | Sten Olsson    | SWE  | 30:35,8    |

Datum: 28. August

### 110 m Hürden
| Platz | Athlet             | Land | Zeit (s) |
| ----- | ------------------ | ---- | -------- |
| 1     | Bert Steines       | FRG  | 14,5     |
| 2     | Kenneth Johansson  | SWE  | 14,7     |
| 3     | Per-Erik Johansson | SWE  | 15,0     |
| 4     | Rudolf Back        | FRG  | 15,3     |

Datum: 27. August

### 400 m Hürden
| Platz | Athlet             | Land | Zeit (s) |
| ----- | ------------------ | ---- | -------- |
| 1     | Kurt Bonah         | FRG  | 51,9     |
| 2     | Karl-Gösta Johnson | SWE  | 52,7     |
| 3     | Wolfgang Fischer   | FRG  | 53,2     |
| 4     | Sven-Olof Eriksson | SWE  | 53,7     |

Datum: 28. August

### 3000 m Hindernis
| Platz | Athlet         | Land | Zeit (min) |
| ----- | -------------- | ---- | ---------- |
| 1     | Helmut Thumm   | FRG  | 8:58,2     |
| 2     | Walter Müller  | FRG  | 9:00,4     |
| 3     | Curt Söderberg | SWE  | 9:04,4     |
| 4     | Åke Jansson    | SWE  | 9:12,8     |

Datum: 28. August

### 4 × 100 m Staffel
| Platz | Besetzung      | Land                                                           | Zeit (s) |
| ----- | -------------- | -------------------------------------------------------------- | -------- |
| 1     | BR Deutschland | Lothar Knörzer Carl Kaufmann Heinz Fütterer Manfred Germar     | 40,8     |
| 2     | Schweden       | Inge Lorentzon Björn Malmroos Sven-Olof Westlund Jean Carlsson | 41,2     |

Datum: 27. August

### 4 × 400 m Staffel
| Platz | Besetzung      | Land                                                        | Zeit (min) |
| ----- | -------------- | ----------------------------------------------------------- | ---------- |
| 1     | Schweden       | Elofsson Lindgren Lars-Erik Wolfbrandt Alf Petersson        | 3:13,0     |
| 2     | BR Deutschland | Hans Geister Günter Dohrow Karl Blümmel Karl-Friedrich Haas | 3:13,0     |

Datum: 28. August

### Hochsprung
| Platz | Athlet            | Land | Höhe (m) |
| ----- | ----------------- | ---- | -------- |
| 1     | Bengt Nilsson     | SWE  | 2,06     |
| 2     | Stig Pettersson   | SWE  | 1,94     |
| 3     | Hans-Jürgen Jenss | FRG  | 1,90     |
| 4     | Theo Püll         | FRG  | 1,80     |

Datum: 27. August

### Stabhochsprung
| Platz | Athlet           | Land | Höhe (m) |
| ----- | ---------------- | ---- | -------- |
| 1     | Ragnar Lundberg  | SWE  | 4,30     |
| 2     | Lennart Lind     | SWE  | 4,30     |
| 3     | Julius Schneider | FRG  | 4,00     |
| 4     | Willi Reißmann   | FRG  | 3,90     |

Datum: 28. August

### Weitsprung
| Platz | Athlet             | Land | Weite (m) |
| ----- | ------------------ | ---- | --------- |
| 1     | Heinz Oberbeck     | FRG  | 7,58      |
| 2     | Einar Bergmann     | SWE  | 7,15      |
| 3     | Torgny Wåhlander   | SWE  | 7,14      |
| 4     | Manfred Molzberger | FRG  | 7,01      |

Datum: 27. August

### Dreisprung
| Platz | Athlet              | Land | Weite (m) |
| ----- | ------------------- | ---- | --------- |
| 1     | Roger Norman        | SWE  | 15,16     |
| 2     | Theo Strohschnieder | FRG  | 15,00     |
| 3     | Sten Erickson       | SWE  | 14,83     |
| 4     | Hermann Höhnke      | FRG  | 14,15     |

Datum: 28. August

### Kugelstoßen
| Platz | Athlet             | Land | Weite (m) |
| ----- | ------------------ | ---- | --------- |
| 1     | Erik Uddebom       | SWE  | 16,12     |
| 2     | Karl-Heinz Wegmann | FRG  | 15,98     |
| 3     | Hermann Lingnau    | FRG  | 15,68     |
| 4     | Johnny Lemos       | SWE  | 15,00     |

Datum: 27. August

### Diskuswurf
| Platz | Athlet        | Land | Weite (m) |
| ----- | ------------- | ---- | --------- |
| 1     | Günther Noack | FRG  | 51,27     |
| 2     | Lara Arvidson | SWE  | 49,28     |
| 3     | Martin Bührle | FRG  | 48,40     |
| 4     | Östen Edlund  | SWE  | 46,09     |

Datum: 27. August

### Hammerwurf
| Platz | Athlet         | Land | Weite (m) |
| ----- | -------------- | ---- | --------- |
| 1     | Birger Asplund | SWE  | 57,19     |
| 2     | Hugo Ziermann  | FRG  | 55,97     |
| 3     | Karl Storch    | FRG  | 55,24     |
| 4     | Eugen Jonsson  | SWE  | 52,61     |

Datum: 28. August

### Speerwurf
| Platz | Athlet             | Land | Weite (m) |
| ----- | ------------------ | ---- | --------- |
| 1     | Heinrich Will      | FRG  | 77,00     |
| 2     | Gullbrand Sjöström | SWE  | 72,34     |
| 3     | Hermann Rieder     | FRG  | 70,76     |
| 4     | Knut Frederiksson  | SWE  | 68,41     |

Datum: 28. August